# QF 3英寸榴彈炮
QF 3英寸榴彈炮（英語：Ordnance QF 3-inch howitzer）是一款榴彈炮。二戰期間，英國曾經將這款榴彈炮安裝在坦克上以使用榴彈爲步兵提供「近程支援」。安裝這款火炮的步兵坦克有：瑪蒂達 II
、丘吉爾。十字軍巡航坦克同樣安裝了這款火炮。後來，口徑更大的QF 95毫米榴彈炮將之取代。

## 詳細規格
- 武器口徑: 3英寸（76）
- 炮身長度: 75英寸（1,900） (25 calibres)
- 全長: 78.2英寸（1,990）
- 重量: 256磅（116）
- 炮口初速: 600至700英尺每秒（180至210每秒）
- 有效射程 2,000至2,500碼（1,800至2,300）
- 發射彈藥種類
  - 炮彈規格:  76.2x134R
  - 煙霧彈: 13.4磅（6.1）
  - 高爆彈(HE): 13.9磅（6.3）

## 來源
- Peter Chamberlain and Chris Ellis British And American Tanks Of World War II

## 外部連結
- QF-3inch Howitzer